# Mudamos
O Mudamos foi um aplicativo desenvolvido para facilitar a formalização de projetos de lei de iniciativa popular através da internet, com o objetivo de simplificar a coleta das assinaturas necessárias para que esses projetos fossem submetidos às Casas Legislativas competentes para sua aprovação.
Além de servir como um repositório para projetos de lei de âmbito federal, estadual ou municipal criados pela população, o Mudamos também ofereceu uma plataforma para a assinatura digital dessas propostas.
O grande diferencial do Mudamos foi a adoção pioneira da tecnologia blockchain para realizar auditorias instantâneas das assinaturas coletadas. Essa tecnologia permitiu que a legitimidade de cada assinatura digital fosse verificada com base nos dados pessoais fornecidos pelos usuários, como nome completo, CPF e título de eleitor.
A ferramenta foi criada pelo Instituto de Tecnologia e Sociedade do Rio (ITS Rio), resultado da iniciativa dos advogados Márlon Reis, relator da Lei da Ficha Limpa, e Ronaldo Lemos, um dos principais articuladores do Marco Civil da Internet.
Em 2016, o Mudamos foi vencedor do Desafio de Impacto Social do Google. O aplicativo esteve disponível gratuitamente para dispositivos Android e iOS e operou em todo o território nacional entre março de 2017 e setembro de 2023 .

## Idealização e finalidade
A idealização do aplicativo Mudamos foi impulsionada pelos desafios históricos enfrentados por leis de iniciativa popular no Brasil, conforme previsto na Constituição Federal de 1988. Até o início das operações do Mudamos, apenas quatro projetos dessa natureza haviam sido aprovados em nível federal, e isso geralmente era atribuído à dificuldade de coletar a quantidade necessária de assinaturas físicas. Outro ponto crucial que motivou a criação do Mudamos foi o fato de que nenhum desses projetos de lei tramitou formalmente como uma iniciativa popular. Em vez disso, esses projetos foram adotados por parlamentares, que assumiram o protagonismo na sua tramitação, o que, na prática, ofuscou a autoria popular original. Os parlamentares justificavam essa prática alegando a dificuldade de verificar todas as assinaturas de apoio necessárias.
Diante dessas dificuldades, os idealizadores do Mudamos encontraram na tecnologia blockchain, conhecida por impedir alterações retroativas em dados digitais, uma solução inovadora para promover a participação direta da população no processo democrático brasileiro via smartphones. Essa tecnologia visava superar obstáculos como barreiras geográficas e a complexidade dos processos manuais.
Para garantir a segurança, o aplicativo exigia que apenas usuários devidamente cadastrados pudessem participar, seja na elaboração, seja na assinatura de projetos. O cadastro exigia informações como nome completo, CPF e título de eleitor. Além disso, o aplicativo implementou mecanismos que permitiam que cada usuário ou smartphone assinasse apenas uma vez em cada projeto.
A imutabilidade dos dados assegurada pelo blockchain permitiu que o Mudamos oferecesse um processo de auditoria de assinaturas digitais mais simples e transparente em comparação com a coleta de assinaturas em papel, que era mais suscetível a fraudes. Os idealizadores do aplicativo afirmaram que qualquer assinatura poderia ser facilmente auditada por meio do cruzamento dos dados cadastrados no Mudamos com os registros da Justiça Eleitoral do Brasil.
O Mudamos também se apoiou na Lei nº 9.709/1998, que regulamenta os critérios para o encaminhamento de projetos de lei de iniciativa popular ao Congresso Nacional, estabelecendo a quantidade necessária de assinaturas, mas sem especificar os meios de coleta, o que abriu espaço para a coleta digital de assinaturas.
A criação do Mudamos foi fruto da combinação das experiências de seus idealizadores nos processos democráticos do Brasil: Ronaldo Lemos, fundador do ITS Rio e um dos principais articuladores do Marco Civil da Internet, a primeira lei nacional criada em colaboração com a população brasileira via internet; e Márlon Reis, que teve papel destacado na formalização e encaminhamento de duas leis de iniciativa popular: a Lei Contra a Compra de Votos e a Lei da Ficha Limpa.

## História

### Projeto piloto
O Mudamos começou a ser divulgado em 2014 por meio de um blog oficial, onde eram publicadas atualizações sobre as etapas de desenvolvimento do projeto, que na época era chamado de Plataforma Brasil. A Plataforma Brasil foi oficialmente lançada pelo Instituto de Tecnologia e Sociedade do Rio (ITS Rio) em 4 de maio de 2015, como um site dedicado à formulação de anteprojetos de políticas públicas.
Inspirado pela abordagem utilizada na criação do Marco Civil da Internet, o objetivo da Plataforma Brasil era coletar opiniões e sugestões dos cidadãos sobre políticas públicas por meio de ciclos de debates. As contribuições dos participantes eram então compiladas em projetos, que seriam entregues aos agentes públicos responsáveis pelo seu encaminhamento legal.
Em outubro de 2015, após a realização do primeiro ciclo de debates, a Plataforma Brasil foi rebatizada como Mudamos. Durante esse período, o projeto contou com o apoio da Open Society Foundations e do Instituto Arapyaú.

### Lançamento do aplicativo
Em 2016, o Mudamos foi reconhecido como a melhor iniciativa da Região Sudeste no Desafio de Impacto Social, uma premiação do Google que seleciona e financia projetos tecnológicos voltados para o bem social. Como resultado, o ITS Rio recebeu um investimento de 1,5 milhão de reais para aprimorar o projeto.
Com esse financiamento, o Mudamos incorporou a tecnologia blockchain da OriginalMy e mudou seu foco, tornando-se uma plataforma para exibir projetos de lei de iniciativa popular e coletar assinaturas eletrônicas para esses projetos.
O aplicativo foi oficialmente lançado pelo ITS Rio em parceria com Márlon Reis no dia 30 de março de 2017, sob o nome Mudamos+. No mesmo dia, o ITS Rio protocolou na Câmara dos Deputados um pedido para a aceitação de assinaturas eletrônicas em projetos de lei de iniciativa popular.
Inicialmente, o Mudamos+ apresentou como projeto piloto a proposta de lei federal "Voto Limpo", que previa a cassação de políticos envolvidos na compra de apoio político. Ainda em 2017, o Mudamos permitiu que a população cadastrasse seus próprios projetos para a coleta de assinaturas.

### Aceitação popular e legislativa
Nos primeiros meses de operação do Mudamos+, o ITS Rio concentrou seus esforços em incentivar a população a criar projetos de lei municipais, dado que o número de assinaturas necessárias para esses projetos era significativamente menor em comparação aos projetos federais.
A Câmara de Vereadores de João Pessoa foi a primeira Casa Legislativa no Brasil a adotar o Mudamos como uma ferramenta de inclusão cidadã no processo democrático, incentivando a população a assinar os projetos disponíveis no aplicativo. Outros municípios seguiram o exemplo, adotando o Mudamos como um mecanismo legítimo de participação direta.
Até o final de 2017, o Mudamos recebeu cerca de 7.000 sugestões de projetos de diversos estados brasileiros, incluindo iniciativas de âmbito federal, estadual e municipal.
Em 2019, as assinaturas coletadas através do aplicativo para o projeto "Câmara mais Barata" foram invalidadas pela Câmara Legislativa do Distrito Federal, sob a alegação de que não eram seguras ou auditáveis. Esse projeto, que visava acabar com as verbas indenizatórias e limitar o orçamento dos gabinetes no Distrito Federal, recebeu pouco mais de 2 mil assinaturas digitais entre as mais de 22 mil coletadas do eleitorado local. Com a invalidação das assinaturas digitais, o número total tornou-se insuficiente para protocolar a petição.

### Encerramento do aplicativo
Embora o site oficial do projeto tenha permanecido ativo, o aplicativo Mudamos foi descontinuado em setembro de 2023. O código-fonte do Mudamos foi então disponibilizado sob licença livre no GitHub, permitindo que ele seja modificado, copiado, estudado e usado como base para a criação de novos projetos similares.

## Projetos derivados

### Virada Legislativa
Em 2017, o Mudamos lançou o projeto Virada Legislativa com o objetivo de capacitar a população para a redação adequada de projetos de lei de iniciativa popular. O evento foi realizado em colaboração com as Câmaras Municipais do Brasil e consistiu em uma série de encontros presenciais. Nessas ocasiões, cidadãos, legisladores, especialistas, movimentos sociais e representantes públicos se reuniram para debater e formular novas propostas legislativas.

### Regulamenta LAI
No dia 28 de setembro de 2020, em celebração ao Dia Internacional do Acesso Universal à Informação, o Mudamos, em parceria com o Fórum de Direito de Acesso a Informações Públicas, lançou o projeto "Regulamenta LAI". Essa iniciativa visava simplificar o processo para que qualquer cidadão pudesse propor um projeto de lei com o objetivo de regulamentar a Lei de Acesso à Informação (LAI) em municípios onde a legislação ainda não estava em vigor.
O portal do projeto permitia que os cidadãos consultassem quais municípios já haviam regulamentado a LAI e quais ainda não o tinham feito. Caso a LAI ainda não estivesse regulamentada na sua localidade, qualquer cidadão residente no município poderia se cadastrar como proponente. O projeto seria então automaticamente incluído no Mudamos para coleta de assinaturas.
O site oferecia dois modelos de projetos elaborados pelo Fórum de Direito de Acesso a Informações Públicas: um para municípios com menos de 10 mil habitantes e outro para cidades com mais de 10 mil habitantes.

## Destaques
Em 2017, Ronaldo Lemos e Márlon Reis foram homenageados na primeira edição do Prêmio Gol Novos Tempos pela sua iniciativa com o Mudamos.
No dia 27 de maio de 2021, o Mudamos foi eleito o aplicativo do dia na Apple Store. No ano seguinte, o aplicativo foi reconhecido pelo Google, sendo um dos vinte selecionados e destacados na Play Store como potenciais contribuintes para fortalecer o processo eleitoral e a democracia no Brasil.

## Prêmios
| Ano  | Prêmio                    | Resultado | Ref    |
| ---- | ------------------------- | --------- | ------ |
| 2016 | Desafio de Impacto Social | Venceu    | [ 4 ]  |
| 2018 | Cidadania Inteligente     | Finalista | [ 46 ] |